# Gran Premio de Malasia de Motociclismo de 2011
El Gran Premio de Malasia de Motociclismo de 2011 fue la decimoséptima prueba del Campeonato del Mundo de Motociclismo de 2011. Tuvo lugar en el fin de semana del 21 al 23 de octubre de 2011 en el Circuito Internacional de Sepang, situado en Sepang, Selangor, Malasia. Thomas Lüthi ganó la prueba de Moto2, por delante de Stefan Bradl y Pol Espargaró. La carrera de 125cc fue ganada por Maverick Viñales, Sandro Cortese fue segundo y Johann Zarco tercero.
La carrera de MotoGP fue detenida con bandera roja antes de terminar la segunda vuelta por un accidente en donde Marco Simoncelli fue arrollado por Colin Edwards y Valentino Rossi cuando iba cuarto. A raíz de ese accidente Simoncelli a las 16:56 hora local falleció producto de las lesiones sufridas en ese accidente.

## Resultados

### Resultados MotoGP
Notas:
- Pole Position :  Dani Pedrosa, 2:01.462
- Vuelta Rápida : No otorgada
- Última carrera de Marco Simoncelli

### Resultados Moto2
La carrera fue detenida después de 17 vueltas por un accidente que involucró a Axel Pons.
| Pos.                  | N.º | Piloto              | Constructor | Vueltas | Tiempo       | Parilla | Pts. |
| --------------------- | --- | ------------------- | ----------- | ------- | ------------ | ------- | ---- |
| 1                     | 12  | Thomas Lüthi        | Suter       | 17      | 36:35.114    | 1       | 25   |
| 2                     | 65  | Stefan Bradl        | Kalex       | 17      | +0.187       | 2       | 20   |
| 3                     | 44  | Pol Espargaró       | FTR         | 17      | +7.465       | 5       | 16   |
| 4                     | 15  | Alex de Angelis     | MotoBi      | 17      | +9.127       | 11      | 13   |
| 5                     | 77  | Dominique Aegerter  | Suter       | 17      | +11.494      | 20      | 11   |
| 6                     | 36  | Mika Kallio         | Suter       | 17      | +11.903      | 7       | 10   |
| 7                     | 51  | Michele Pirro       | Moriwaki    | 17      | +12.568      | 3       | 9    |
| 8                     | 40  | Aleix Espargaró     | Pons Kalex  | 17      | +12.963      | 6       | 8    |
| 9                     | 29  | Andrea Iannone      | Suter       | 17      | +14.098      | 13      | 7    |
| 10                    | 45  | Scott Redding       | Suter       | 17      | +16.697      | 9       | 6    |
| 11                    | 34  | Esteve Rabat        | FTR         | 17      | +19.568      | 12      | 5    |
| 12                    | 54  | Kenan Sofuoğlu      | Suter       | 17      | +24.885      | 19      | 4    |
| 13                    | 16  | Jules Cluzel        | Suter       | 17      | +25.345      | 18      | 3    |
| 14                    | 63  | Mike Di Meglio      | Tech 3      | 17      | +26.696      | 17      | 2    |
| 15                    | 19  | Xavier Siméon       | Tech 3      | 17      | +32.806      | 23      | 1    |
| 16                    | 6   | Joan Olivé          | FTR         | 17      | +36.497      | 21      |      |
| 17                    | 18  | Jordi Torres        | Suter       | 17      | +40.569      | 27      |      |
| 18                    | 87  | Mohamad Zamri Baba  | Moriwaki    | 17      | +56.756      | 28      |      |
| 19                    | 20  | Iván Moreno         | Suter       | 17      | +1:05.966    | 32      |      |
| 20                    | 86  | Hafizh Syahrin      | Moriwaki    | 17      | +1:06.110    | 34      |      |
| 21                    | 4   | Randy Krummenacher  | Kalex       | 17      | +1:17.083    | 29      |      |
| 22                    | 39  | Robertino Pietri    | Suter       | 17      | +1:19.415    | 31      |      |
| 23                    | 95  | Mashel Al Naimi     | Moriwaki    | 16      | +1 vuelta    | 35      |      |
| NC                    | 80  | Axel Pons           | Pons Kalex  | 17      | +32.979      | 25      |      |
| NC                    | 9   | Kenny Noyes         | FTR         | 17      | +33.179      | 30      |      |
| Ret                   | 35  | Raffaele de Rosa    | Suter       | 12      | Retirado     | 22      |      |
| Ret                   | 75  | Mattia Pasini       | FTR         | 8       | Caída        | 10      |      |
| Ret                   | 64  | Santiago Hernández  | FTR         | 7       | Caída        | 26      |      |
| Ret                   | 23  | Apiwat Wongthananon | FTR         | 7       | Retirado     | 36      |      |
| Ret                   | 53  | Valentin Debise     | FTR         | 6       | Retirado     | 24      |      |
| Ret                   | 72  | Yuki Takahashi      | Moriwaki    | 5       | Retirado     | 4       |      |
| Ret                   | 71  | Claudio Corti       | Suter       | 3       | Colisión     | 8       |      |
| Ret                   | 3   | Simone Corsi        | FTR         | 3       | Colisión     | 14      |      |
| Ret                   | 13  | Anthony West        | MZ-RE Honda | 1       | Colisión     | 16      |      |
| Ret                   | 76  | Max Neukirchner     | MZ-RE Honda | 1       | Colisión     | 15      |      |
| DSQ                   | 68  | Yonny Hernández     | FTR         | 8       | Disqualified | 33      |      |
| DNS                   | 93  | Marc Márquez        | Suter       |         | Lesionado    |         |      |
| DNS                   | 88  | Ricard Cardús       | Moriwaki    |         | Lesionado    |         |      |
| DNQ                   | 38  | Bradley Smith       | Tech 3      |         | Lesionado    |         |      |
| OFFICIAL MOTO2 REPORT |     |                     |             |         |              |         |      |

Notas:
- Pole Position :  Thomas Lüthi, 2:07.512
- Vuelta Rápida :  Stefan Bradl, 2:08.220
- De acuerdo al Art. 1.25.1 del reglamento, Pons y Noyes, al no entrar al pitlane después de los 5 minutos después de la bandera roja, no clasificaron.[2]

## Resultados 125cc
| Pos.            | N.º | Piloto              | Constructor | Vueltas | Tiempo    | Parilla | Pts. |
| --------------- | --- | ------------------- | ----------- | ------- | --------- | ------- | ---- |
| 1               | 25  | Maverick Viñales    | Aprilia     | 18      | 40:34.280 | 7       | 25   |
| 2               | 11  | Sandro Cortese      | Aprilia     | 18      | +0.354    | 3       | 20   |
| 3               | 5   | Johann Zarco        | Derbi       | 18      | +2.455    | 15      | 16   |
| 4               | 55  | Héctor Faubel       | Aprilia     | 18      | +2.921    | 2       | 13   |
| 5               | 18  | Nicolás Terol       | Aprilia     | 18      | +10.049   | 1       | 11   |
| 6               | 94  | Jonas Folger        | Aprilia     | 18      | +17.964   | 6       | 10   |
| 7               | 63  | Zulfahmi Khairuddin | Derbi       | 18      | +38.706   | 13      | 9    |
| 8               | 84  | Jakub Kornfeil      | Aprilia     | 18      | +39.099   | 11      | 8    |
| 9               | 23  | Alberto Moncayo     | Aprilia     | 18      | +39.223   | 8       | 7    |
| 10              | 52  | Danny Kent          | Aprilia     | 18      | +40.237   | 10      | 6    |
| 11              | 7   | Efrén Vázquez       | Derbi       | 18      | +54.806   | 4       | 5    |
| 12              | 10  | Alexis Masbou       | KTM         | 18      | +1:07.891 | 14      | 4    |
| 13              | 99  | Danny Webb          | Mahindra    | 18      | +1:07.907 | 12      | 3    |
| 14              | 28  | Josep Rodríguez     | Aprilia     | 18      | +1:08.099 | 24      | 2    |
| 15              | 19  | Alessandro Tonucci  | Aprilia     | 18      | +1:08.156 | 21      | 1    |
| 16              | 8   | Jack Miller         | KTM         | 18      | +1:15.230 | 26      |      |
| 17              | 30  | Giulian Pedone      | Aprilia     | 18      | +1:18.703 | 18      |      |
| 18              | 96  | Louis Rossi         | Aprilia     | 18      | +1:18.913 | 17      |      |
| 19              | 50  | Sturla Fagerhaug    | Aprilia     | 18      | +1:30.270 | 28      |      |
| 20              | 32  | Arthur Sissis       | Aprilia     | 18      | +1:31.810 | 30      |      |
| 21              | 17  | Taylor Mackenzie    | Aprilia     | 18      | +1:33.250 | 22      |      |
| 22              | 60  | Manuel Tatasciore   | Aprilia     | 18      | +1:50.690 | 29      |      |
| 23              | 40  | Marco Colandrea     | Aprilia     | 18      | +2:02.252 | 32      |      |
| 24              | 64  | Farid Badrul        | Derbi       | 18      | +2:16.968 | 31      |      |
| Ret             | 14  | Brad Binder         | Aprilia     | 16      | Retirado  | 27      |      |
| Ret             | 26  | Adrián Martín       | Aprilia     | 10      | Retirado  | 9       |      |
| Ret             | 3   | Luigi Morciano      | Aprilia     | 8       | Colisión  | 25      |      |
| Ret             | 21  | Harry Stafford      | Aprilia     | 8       | Colisión  | 19      |      |
| Ret             | 77  | Marcel Schrötter    | Mahindra    | 5       | Caída     | 16      |      |
| Ret             | 39  | Luis Salom          | Aprilia     | 0       | Colisión  | 5       |      |
| Ret             | 53  | Jasper Iwema        | Aprilia     | 0       | Colisión  | 20      |      |
| Ret             | 36  | Joan Perelló        | Aprilia     | 0       | Colisión  | 23      |      |
| Reporte Oficial |     |                     |             |         |           |         |      |

Notas:
- Pole Position :  Nicolás Terol, 2:13.579
- Vuelta Rápida :  Nicolás Terol, 2:14.229